# Bobadela (Junquera de Ambía)
Bobadela es un lugar español situado en la parroquia de Bobadela Pinta, del municipio de Junquera de Ambía, en la provincia de Orense, Galicia.

## Demografía
| Gráfica de evolución demográfica de Bobadela entre 2000 y 2019 |
|                                                                |
| Datos según el nomenclátor publicado por el INE.               |